# Alina L'Ami
Alina l'Ami (Alina Moţoc; Iași, 1 de juny de 1985) és una jugadora d'escacs romanesa que té els títols de Mestre Internacional des del 2014 i Gran Mestre Femení des del 2006.
Està graduada cum laude en psicologia per la Universitat d'Alexandru Ioan Cuza de Iași. Està casada amb el Gran Mestre masculí holandès Erwin l'Ami.
Tot i que roman inactiva des de novembre de 2019, la llista d'Elo de la FIDE del març de 2022, hi tenia un Elo de 2287 punts, cosa que en feia la jugadora número 138 absoluta i número 4 femenina (en actiu) de Romania. El seu màxim Elo va ser de 2446 punts, en la llista de juliol de 2014.

## Resultats destacats en competició
El 1995 va guanyar el Campionat del Món de la joventut en la categoria sub10 femení i l'any 2002 el Campionat d'Europa de la joventut sub18.

### Participació en olimpíades d'escacs
Alina ha participat, representant Romania, en cinc olimpíades d'escacs entre els anys 2004 i 2014, amb un resultat de (+23 =9 –14), per un 59,8% de la puntuació. El seu millor resultat el va fer a l'Olimpíada del 2008 en puntuar 8 de 11 (+7 =2 -2), amb el 72,7% de la puntuació, amb una performance de 2.393, que significà aconseguir la medalla de bronze individual del tauler de reserva.